# Bosc-Hyons
Bosc-Hyons és un municipi francès situat al departament del Sena Marítim i a la regió de Normandia. L'any 2007 tenia 367 habitants.

## Demografia

### Població
El 2007 la població de fet de Bosc-Hyons era de 367 persones. Hi havia 144 famílies de les quals 24 eren unipersonals (8 homes vivint sols i 16 dones vivint soles), 52 parelles sense fills, 64 parelles amb fills i 4 famílies monoparentals amb fills.
La població ha evolucionat segons el següent gràfic:
Habitants censats

### Habitatges
El 2007 hi havia 176 habitatges, 144 eren l'habitatge principal de la família, 27 eren segones residències i 5 estaven desocupats. Tots els 175 habitatges eren cases. Dels 144 habitatges principals, 133 estaven ocupats pels seus propietaris, 7 estaven llogats i ocupats pels llogaters i 4 estaven cedits a títol gratuït; 6 tenien dues cambres, 30 en tenien tres, 38 en tenien quatre i 70 en tenien cinc o més. 99 habitatges disposaven pel capbaix d'una plaça de pàrquing. A 61 habitatges hi havia un automòbil i a 75 n'hi havia dos o més.

### Piràmide de població
La piràmide de població per edats i sexe el 2009 era:
| Homes | Edats   | Dones |
| ----- | ------- | ----- |
| 0     | 95 o +  | 0     |
| 0     | 90 a 94 | 0     |
| 4     | 85 a 89 | 0     |
| 0     | 80 a 84 | 4     |
| 4     | 75 a 79 | 8     |
| 4     | 70 a 74 | 4     |
| 16    | 65 a 69 | 0     |
| 12    | 60 a 64 | 16    |
| 12    | 55 a 59 | 4     |
| 8     | 50 a 54 | 16    |
| 20    | 45 a 49 | 20    |
| 12    | 40 a 44 | 8     |
| 0     | 35 a 39 | 20    |
| 16    | 30 a 34 | 8     |
| 4     | 25 a 29 | 12    |
| 16    | 20 a 24 | 0     |
| 4     | 15 a 19 | 8     |
| 28    | 10 a 14 | 8     |
| 8     | 5 a 9   | 8     |
| 4     | 0 a 4   | 4     |

## Economia
El 2007 la població en edat de treballar era de 238 persones, 187 eren actives i 51 eren inactives. De les 187 persones actives 173 estaven ocupades (89 homes i 84 dones) i 14 estaven aturades (10 homes i 4 dones). De les 51 persones inactives 17 estaven jubilades, 19 estaven estudiant i 15 estaven classificades com a «altres inactius».

### Ingressos
El 2009 a Bosc-Hyons hi havia 153 unitats fiscals que integraven 421,5 persones, la mediana anual d'ingressos fiscals per persona era de 18.498 €.

### Activitats econòmiques
Dels 7 establiments que hi havia el 2007, 3 eren d'empreses de construcció, 1 d'una empresa de comerç i reparació d'automòbils, 2 d'empreses de transport i 1 d'una empresa de serveis.
Dels 3 establiments de servei als particulars que hi havia el 2009, 1 era una fusteria i 2 electricistes.
L'any 2000 a Bosc-Hyons hi havia 10 explotacions agrícoles que ocupaven un total de 770 hectàrees.

## Equipaments sanitaris i escolars
El 2009 hi havia una escola elemental integrada dins d'un grup escolar amb les comunes properes formant una escola dispersa.

## Poblacions més properes
El següent diagrama mostra les poblacions més properes.